# Wiaczesław Rafalski
Wiaczesław Rafalski (ur. 2 października 1900 w Skurczu, zm. 17 września 1974) – polski duchowny prawosławny, rektor Prawosławnego Seminarium Duchownego w Warszawie od 1970 do 1974.

## Życiorys
Był synem duchownego prawosławnego. W 1923 uzyskał dyplom prawosławnego seminarium duchownego w Krzemieńcu, po czym uzyskał święcenia kapłańskie (jako duchowny żonaty) w 1924, z rąk biskupa Aleksego (Gromadzkiego). W 1929 uzyskał dyplom magistra teologii prawosławnej w Studium Teologii Prawosławnej Uniwersytetu Warszawskiego. Służył w parafiach w Wiazowcu, Starosielcach, Białymstoku, gdzie od 1932 był również nauczycielem religii w szkołach średnich i podstawowych. Od 1935 służył w parafii św. Mikołaja w Toruniu, skąd został razem z córką Natalią wywieziony przez NKWD w 1945. Po powrocie do Polski od 1949 do 1970 był dziekanem dekanatu białostockiego i proboszczem parafii św. Mikołaja w Białymstoku. W 1970 został odwołany do Warszawy, na funkcję proboszcza parafii św. Marii Magdaleny w Warszawie. Od 1970 do 1974 rektor prawosławnego seminarium duchownego w Warszawie.